# Arabesque Records
Arabesque Records (oorspronkelijk Arabesque Recordings) is een Amerikaans platenlabel waarop klassieke muziek en jazz uitkomt. Het label was oorspronkelijk een sublabel van Caedmon Company en richtte zich alleen maar op klassieke muziek. In 1987 werd het label gekocht door Marvin Reiss en Ward Botsford, die enkele jaren later, in 1992, het label uitbreidden met  Arabesque Jazz om ook jazz uit te kunnen brengen. Later kwam ook Arabesque Too, voor platen die tussen deze categorieën vielen. Inmiddels distribueert Arabesque Records nog verschillende andere labels, waaronder Wildboar Recordings (voor klassieke muziek), AW Recordings (klassieke muziek) en Ocean Records (van klassieke muziek tot wereldmuziek).
Klassieke muziek op het label kwam onder meer van Gilbert Kalish, Ian Hobson en Mark Kaplan.
Jazzmusici die op Arabesque uitkwamen zijn onder meer 8 Bold Souls, Ray Drummond, Jane Ira Bloom, Art Farmer (onder meer met Tom Harrell), Charles McPherson, Charles Sullivan, Frank Foster, Jack Wilkins, Myra Melford en Hilton Ruiz.